# Saya Iida
Saya Iida (en japonés: (飯田沙耶, Iida Saya) (Kashiwa, 19 de mayo de 1997) es una luchadora profesional japonesa que participa en la promoción World Wonder Ring Stardom, habiendo sido ganadora del Future of Stardom Championship.

## Carrera profesional

### World Wonder Ring Stardom (2019–presente)
Iida hizo su debut en World Wonder Ring Stardom el 14 de enero de 2019, en el show por el octavo aniversario de la firma, donde se enfrentó a Natsuko Tora en un esfuerzo perdedor. Después del combate, Iida se unió a "J.A.N." (Jungle Assault Nation), una unidad formada por Jungle Kyona, Kaori Yoneyama y Tora. El 10 de marzo, Iida recibió su primer combate por el título cuando desafió a Utami Hayashishita por el Future of Stardom Championship, pero no tuvo éxito. El 14 de abril, durante el draft anual, Kyona perdió a un quíntuple contra otros cuatro líderes de acción donde el perdedor del combate debe disolver su propia unidad, por lo tanto, J.A.N. se vio obligado a disolverse. Mayu Iwatani, la líder de "Stars", eligió a Iida para unirse a su unidad.
El 24 de febrero de 2020, Iida se enfrentó a su entrenador y antiguo Campeón Mundial de Stardom, Kagetsu, en un esfuerzo perdedor durante el show de retiro de Kagetsu, que tuvo lugar fuera de Stardom. El 17 de julio, Iida se enfrentó a Maika y Saya Kamitani en un combate a tres bandas por el vacante Campeonato del Futuro de Stardom, que ganó Maika. El 15 de noviembre, Iida retó a Maika por el Future of Stardom Championship, pero no tuvo éxito. Después del combate, Iida indicó que quería un combate más por el título, continuando así su rivalidad con Maika. El 20 de diciembre, Iida derrotó a Maika para ganar el Future of Stardom Championship en un combate a tres bandas, en el que también participó Kamitani.
El 17 de enero de 2021, en el show del décimo aniversario de Stardom, Iida tuvo su primera defensa exitosa del título, cuando derrotó a Unagi Sayaka para retener el Future of Stardom Championship. El 10 de mayo, el campeonato quedó vacante después de que Iida sufriera un desgarro del ligamento lateral externo de la articulación del tobillo y lesiones del ligamento cruzado anterior.

## Campeonatos y logros
- World Wonder Ring Stardom
  - Future of Stardom Championship (1 vez)[3]